# Цеков Володимир Анатолійович
Володимир Анатолійович Цеков (нар. 20 травня 1970) — радянський та український футболіст, захисник.

## Життєпис
Вихованець бердянської «Енергії», у футболці якої 1991 року дебютував у змаганнях КФК. Учасник першого розіграшу Перехідної ліги. На професіональному рівні дебютував за «Дружбу» 11 квітня 1992 року в нічийному (0:0) домашньому поєдинку 2-о туру підгрупи 2 проти керчинського «Океану». Володимир вийшов на поле в стартовому складі та відіграв увесь матч. У клубі з селища Осипенко провів один рік, після чого виїхав до Росії, де уклав договір з «Зіркою». За іркутську команду зіграв три сезони, після чого повернувся до України.
Під час зимової перерви сезону 1995/96 років підписав контракт з «Поліграфтехнікою». Дебютував у футболці олександрійського клубу 31 березня 1996 року в переможному (2:1) домашньому поєдинку 23-о туру Першої ліги проти нікопольського «Металурга». Цеков вийшов на поле в стартовому складі та відіграв увесь матч. Дебютним голом у футболці «поліграфів» відзначився 16 квітня 1996 року на 63-й хвилині переможного (3:0) домашнього поєдинку 27-о туру Першої ліги проти чортківського «Кристалу». Володимир вийшов на поле в стартовому складі та відіграв увесь матч, а на 71-й хвилині отримав жовту картку. У складі олександрійського клубу провів три неповних сезони, за цей час у Першій лізі України зіграв 70 матчів (3) голи, ще два поєдинки зіграв у кубку України. Під час зимової перерви сезону 1997/98 років перейшов у «Металіст», проте за першу команду харків'ян зіграв лише 1 матч. Ще 6 поєдинків у Другій лізі зіграв за «Металіст-2». По завершенні сезону 1997/98 років закінчив кар'єру професіонального футболіста.
У 2006 році грав за аматорський колектив ФК «Бердянськ».

## Особисте життя
Старший брат, Олег, також був футболістом, але грав лише на аматорському рівні.